# Марлін чорний
Марлі́н чо́рний (Istiompax indica) — вид окунеподібних риб родини вітрильникових (Istiophoridae).

## Поширення
Зустрічається в узбережних водах Індійського океану та Тихого океану (особливо часто у Східно-Китайському морі, внутрішніх морях Індонезії, біля берегів Мексики і Центральної Америки).

## Опис
Це риба середніх і великих розмірів, траплялись особини понад 5 м завдовжки і вагою 670 кг. Відрізняється своєю швидкістю (понад 85 км/год).
Верхня частина тіла темно-синього забарвлення, яке змінюється сріблясто-білим у нижній частині. Грудні плавці мають форму крил, верхня щелепа витянута у вигляді списа.

## Живлення
Марлін чорний живиться кальмарами, скумбрієвими, інколи полює на дельфінів.

## Значення для людини
Є цінним об'єктом полювання серед спортивних рибалок. Нині більшість впійманих марлінів рибалки відпускають на волю.
М'ясо вважається делікатесом і готується лише у дуже дорогих ресторанах.